# Genotyp

Část molekuly DNA, která je nositelkou genetické informace

Genotyp (starořecky γένος génos „rod, pohlaví“ a τύπος týpos „tvar, podoba, vzor“) je soubor všech genů, přesněji alel, daného organismu. Je to vlastně soubor všech pokynů zakódovaných v genetické informací, která je uložená v sekvenci nukleové kyseliny DNA. Tato informace se může projevit jako vlastnosti a znaky organismu.
Genotyp úzce souvisí s fenotypem. Fenotyp je soubor vlastností a znaků, jež jsou vytvářeny nejenom genotypem, ale i prostředím, v němž se jedinec pohybuje. Jedinci se shodným genotypem nemusí mít stejný fenotyp a naopak jedinci se stejným fenotypem nemusí mít stejný genotyp. Genotyp se během života nemění, fenotyp se může během života měnit. Kompletní genom lidstva je známý, ale jen u malé části genů byla odhalena fenotypická odezva.
Souhrn genetických informací určuje nejen vlastnosti daného organismu, ale i druh organismu. V přeneseném významu se pak pojem genotyp používá též pro druh rostliny nebo živočicha zvolený za typického představitele rodu.
Výzkum struktury, funkce a dědičnosti genů je předmětem genetiky, molekulární genetiky nebo molekulární biologie. Genetika úzce souvisí se šlechtitelstvím a plemenářstvím, které se snaží najít spojitost mezi geny a znaky, aby zvýšily výnosy a užitkovost pěstovaných rostlin a chovaných zvířat.

## Základní pojmy
- Gen je úsek polynukleotidového řetězce DNA, který kóduje primární strukturu peptidu nebo bílkoviny.
- Alela je konkrétní forma genu, neboť každý gen se vyskytuje ve dvou formách – alelách. Jedna alela je mateřského původu a druhá otcovského. Alely se dělí na dominantní A a recesivní a. Z toho vyplývá, že v lidské populaci se vyskytují tři možné genotypy – AA (dominantní homozygoti), aa (recesivní homozygoti) a Aa (heterozygoti).
- Chromozom je složen z bílkovin, které tvoří kostru, na níž se namotává molekula DNA. Podílí se na různých dalších úkolech (replikace DNA, ochrana DNA, regulace replikace atd.).
- Lokus je pozice, kterou na chromozomu zaujímá jeden nebo více genů.

## Tabulka vztahu genotypu a fenotypu
| Genotyp je soubor všech genů       |  | Fenotyp je soubor všech znaků                  |
| ---------------------------------- |  | ---------------------------------------------- |
| gen je vloha, pokyn, návod         |  | znak je vlastnost, viditelný i neviditelný rys |
| gen má minimálně dvě formy – alely |  | znaky mohou být morfologické                   |
| gen je informace k tvorbě bílkovin |  | znaky mohou být funkční                        |
| gen je specifický úsek DNA         |  | znaky mohou být psychické                      |
| gen monogenní určuje jeden znak    |  | znak může být určen monogenním genem           |
| gen polygenní určuje několik znaků |  | znak může být určen polygenním genem           |
| genotyp se během života nemění     |  | fenotyp se během života může měnit             |

## Rovnice vztahu genotypu a fenotypu

Sedm znaků hrachu popsaných Gregorem Johannem Mendelem

Vztah mezi genotypem a fenotypem lze vyjádřit rovnicí, která představuje výsledek spolupůsobení genotypu, epigenetiky a prostředí na vlastnosti a vzhled organismu, tedy na fenotyp.
Pro přenos znaků tak platí obecná rovnice:
F = G + E + EP
- F je fenotyp
- G je genotyp, který je dán sekvencí DNA
- EP je epigenetika je součást dědičnosti, ale nemá základ v sekvenci DNA
- E je prostředí

Míra vlivu genotypu na fenotyp se nazývá fenotypová plasticita:
- Nízká hodnota plasticity znamená velký vliv genotypu a nízký vliv prostředí.
- Vysoká hodnota plasticity znamená malý vliv genotypu a velký vliv prostředí.

Faktory vnějšího prostředí mohou některé části genetického programu organismu regulovat nebo modifikovat, a tím ovlivnit výslednou formu znaku. Určité patologické formy některých znaků organismu tak vznikají především na základě působení vnějších faktorů.

## Dědičnost

Ukázka dědičnosti genu, který má dvě různé alely (modrou a bílou) a kde nosičem genu je otec i matka. Jejich potomstvo pak může zdědit tento gen ve čtyřech variantách.

Genotyp, který je souborem všech pokynů zakódovaných v genu, je základem dědičnosti. Každý gen se vyskytuje ve dvou formách – alelách. Jedna alela je mateřského původu a druhá otcovského.

### Monogenní dědičnost
Monogenní dědičnost (monogenic inheritance) je typ dědičnosti, kdy znak je způsoben jediným genem. Gen se nazývá majorgen (major gene) a jde o gen velkého účinku, kterým jsou děděny kvalitativní znaky.

### Polygenní dědičnost
Polygenní dědičnost (polygenic inheritance, multiple gene inheritance) je typická pro naprostou většinu děděných kvalitativních znaků u člověka a živočichů (například výška, odstín pleti). Tyto znaky jsou ovlivněny působením mnoha různých genů a jejich konkrétních alel. Geny se nazývají minorgeny (minor genes) a jde o geny malého účinku.

## Metody
Stanovení genotypu jedince (genotypování) umožňují různé biologické metody (Genotyping Assays):
- PCR – polymerázová řetězová reakce
- RFLP – polymorfismus délky restrikčních fragmentů
- Sekvenování – určování struktury biopolymerů
- a další